# Dàn nhạc giao hưởng quốc gia Warszawa

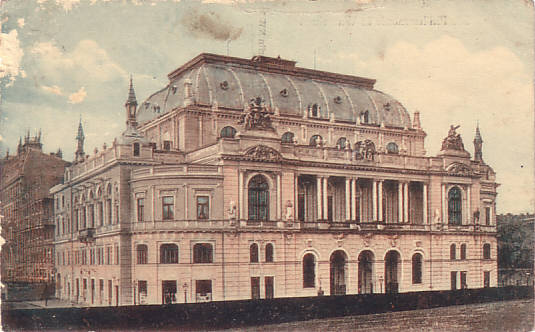
Tòa nhà Giao hưởng Warszawa năm 1918. Tòa nhà bị phá hủy hoàn toàn trong một cuộc không kích của Đức vào Warszawa năm 1939.

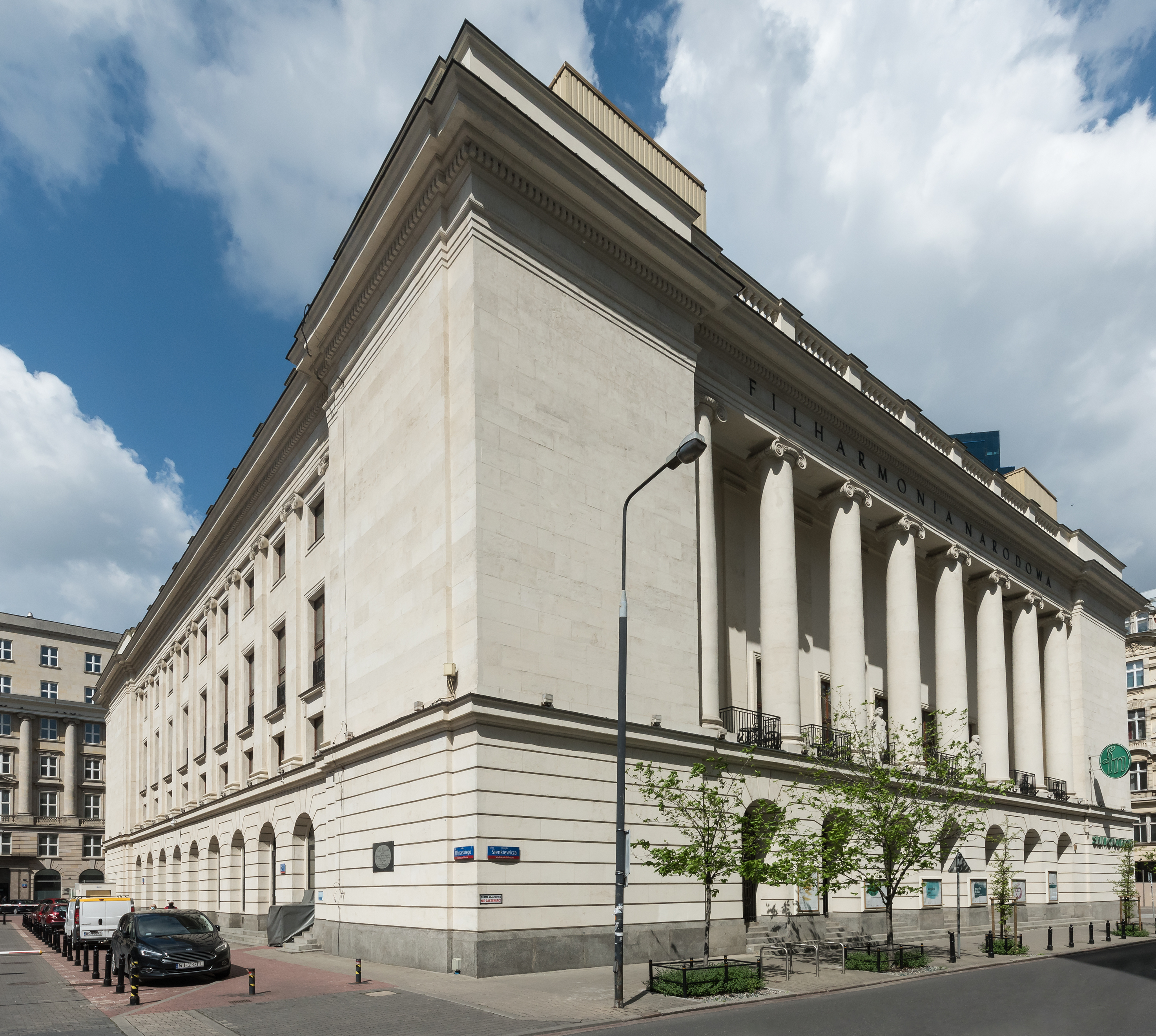
Phòng hòa nhạc giao hưởng Warszawa hiện nay.

Dàn nhạc giao hưởng quốc gia Warszawa (tiếng Ba Lan: Orkiestra Filharmonii Narodowej w Warszawie) là một dàn nhạc Ba Lan có trụ sở tại thủ đô Warszawa. Được thành lập vào năm 1901, đây là một trong những tổ chức âm nhạc lâu đời nhất của Ba Lan.

## Lịch sử
Dàn nhạc được hình thành dựa trên sáng kiến của một nhóm gồm nhiều nhà quý tộc và tài chính Ba Lan với các nhạc sĩ. Giữa năm 1901 và thời kỳ đầu của Thế chiến II vào năm 1939, một số bậc thầy, nhạc trưởng - nhà soạn nhạc chỉ huy dàn nhạc này, chẳng hạn như Edvard Grieg, Arthur Honegger, Ruggiero Leoncavallo, Sergei Prokofiev, Sergei Rachmaninoff, Maurice Ravel, Camille Saint-Saëns, Richard Strauss và Igor Stravinsky. Những ngôi sao sáng giá khác trong dàn nhạc là nghệ sĩ piano Ignacy Jan Paderewski, Arthur Rubinstein, Vladimir Horowitz, Claudio Arrau; nghệ sĩ violông Jascha Heifetz, Pablo de Sarasate; và nghệ sĩ cello Pablo Casals. Dàn nhạc là chủ nhà cho Cuộc thi Piano Quốc tế Chopin kể từ khi cuộc thi bắt đầu vào năm 1927, và cũng xuất hiện tạ lễ khai mạc Cuộc thi Viôlông Henryk Wieniawski Quốc tế (1935) và Liên hoan Nghệ thuật Ba Lan (1937).
Dàn nhạc đã trải qua nhiều thăng trầm trong Chiến tranh thế giới thứ hai, khi đó một nửa số thành viên đã ngã xuống trong cuộc chiến.
Nhạc trưởng Witold Rowicki chịu trách nhiệm giúp hiện đại hóa dàn nhạc và đảm bảo dàn nhạc phát triển âm nhạc Ba Lan cả về mảng nhạc cổ điển và hiện đại, thể hiện trong một số tác phẩm của Frédéric Chopin, Henryk Górecki, và Witold Lutosławski. Ở Ba Lan, dàn nhạc biểu diễn trong Liên hoan âm nhạc đương đại quốc tế Mùa thu Warszawa. Ở nước ngoài, dàn nhạc được bạn bè năm châu đón nhận 
Dàn giao hưởng đã thu âm nhạc cho một số bộ anime. Các bộ phim đáng chú ý gồm Gankutsuou: Bá tước Monte Cristo, Cowboy Bebop, Soukyuu no Fafner, Giant Robo: The Animation, Ah! My Goddess: The Movie, Princess Nine, Vision of Escaflowne, Wolf's Rain, Hellsing Ultimate, Genesis of Aquarion, và gần đây hơn, Fullmetal Aloolist: Cang giả kim thuật sư. Dàn nhạc thu âm nhạc phim cho bộ phim Battle Royale. Gần đây nhất, dàn nhạc đã ghi âm nhạc cho trò chơi video nhập vai Square Enix Final Fantasy XIII.

## Danh sách chỉ huy dàn nhạc
- Emil Młynarski (1901–05)
- Zygmunt Noskowski (1906–08)
- Henryk Melcer-Szczawiński (1908–09)
- Grzegorz Fitelberg (1909–11)
- Zdzisław Birnbaum (1911–14, 1916–18)
- Roman Chojnacki (1918–38)
- Józef Ozimiński (1938–39)
- Olgierd Straszyński (1945–46)
- Andrzej Panufnik (1946–47)
- Jan Maklakiewicz (1947–48)
- Witold Rudziński (1948–49)
- Władysław Raczkowski (1949–50)
- Witold Rowicki (1950–55, 1958–77)
- Bohdan Wodiczko (1955–58)
- Kazimierz Kord (1977–2001), hiện là Chỉ huy Danh dự
- Antoni Wit (2002–2013)
- Jacek Kaspszyk (2013–2019)
- Andrey Boreyko (2019–nay)